# Smokie
Smokie (originalmente escrito como Smokey) é uma banda musical de rock britânica que se tornou popular na Europa na década de 1970.

## História
Inicialmente chamado The Sen e posteriormente Essence. O grupo foi formado em 1965 e foi composto por Chris Norman (Redcar, Yorkshire, Reino Unido, 25 de outubro de 1950), Terry Uttley (Birkenshaw, Reino Unido, 9 de junho de 1951), Alan Silson (Birkenshaw, 21 de junho de 1951) e Ron Kelly (1952).
A banda fez sucesso na Inglaterra e em outros países depois de se juntar a Mike Chapman e Nicky Chinn. Eles tiveram uma várias formações e ainda estavam em turnê ativamente em 2018. Seu single de sucesso mais popular, ″Living Next Door to Alice″, alcançou o 3º lugar no UK Singles Chart e, em março de 1977, alcançou a 25ª posição na Billboard Hot 100 , bem como a 1ª posição na parada de singles australiana. Outros singles de sucesso incluem "If You Think You Know How to Love Me", "Oh Carol", "Lay Back in the Arms of Someone", and "I'll Meet You at Midnight".

## Discografia
- Pass It Around (Smokie album)|Pass It Around (1975)
- Changing All the Time (1975)
- Midnight Café (1976)
- Bright Lights & Back Alleys (1977)
- Montreux Album (1978)
- The Other Side of the Road (1979)
- Solid Ground (1981)
- Strangers in Paradise (1982)
- Midnight Delight (1982)
- All Fired Up (1988)
- Boulevard of Broken Dreams  (1989)
- Whose Are These Boots? (1990)
- Chasing Shadows (1992)
- Burnin' Ambition (1993)
- The World and Elsewhere (1995)
- Light A Candle (1996)
- Wild Horses – The Nashville Album (1998)
- Uncovered (2000)
- Uncovered Too (2001)
- On the Wire (2004)
- Take a Minute (2010)